# A Real Dead One
A Real Dead One es el tercer álbum en vivo de la banda británica de heavy metal Iron Maiden, lanzado en octubre de 1993. Las canciones fueron grabadas en diferentes ciudades  de Europa, en el marco de la gira soporte del álbum Fear of the Dark. Contiene canciones desde el álbum Iron Maiden (1980) hasta Powerslave (1984), mientras que su contraparte, A Real Live One, solo contiene canciones post-Powerslave.
Tiempo después, este disco fue combinado con A Real Live One para formar A Real Live Dead One, un álbum doble. La carátula fue diseñada por el dibujante Derek Riggs, y muestra a Eddie como un disc-jockey.
"Hallowed Be Thy Name" fue lanzada como sencillo. Alcanzó el puesto N.º 50 en la lista Mainstream Rock.

## Lista de canciones
1. "The Number of the Beast" - 4:54
2. "The Trooper" - 3:55
3. "Prowler" - 4:15
4. "Transylvania" - 4:25" -
5. "Remember Tomorrow" - 5:52
6. "Where Eagles Dare" - 4:49
7. "Sanctuary" - 4:53
8. "Running Free" - 3:48
9. "Run to the Hills" - 3:57
10. "2 Minutes to Midnight" - 5:37
11. "Iron Maiden" - 5:24
12. "Hallowed Be Thy Name" - 7:51

## Créditos
- Bruce Dickinson - voz
- Dave Murray - guitarra
- Janick Gers - guitarra
- Steve Harris - bajo, productor
- Nicko McBrain - batería